# Ongelijkvloerse kruising

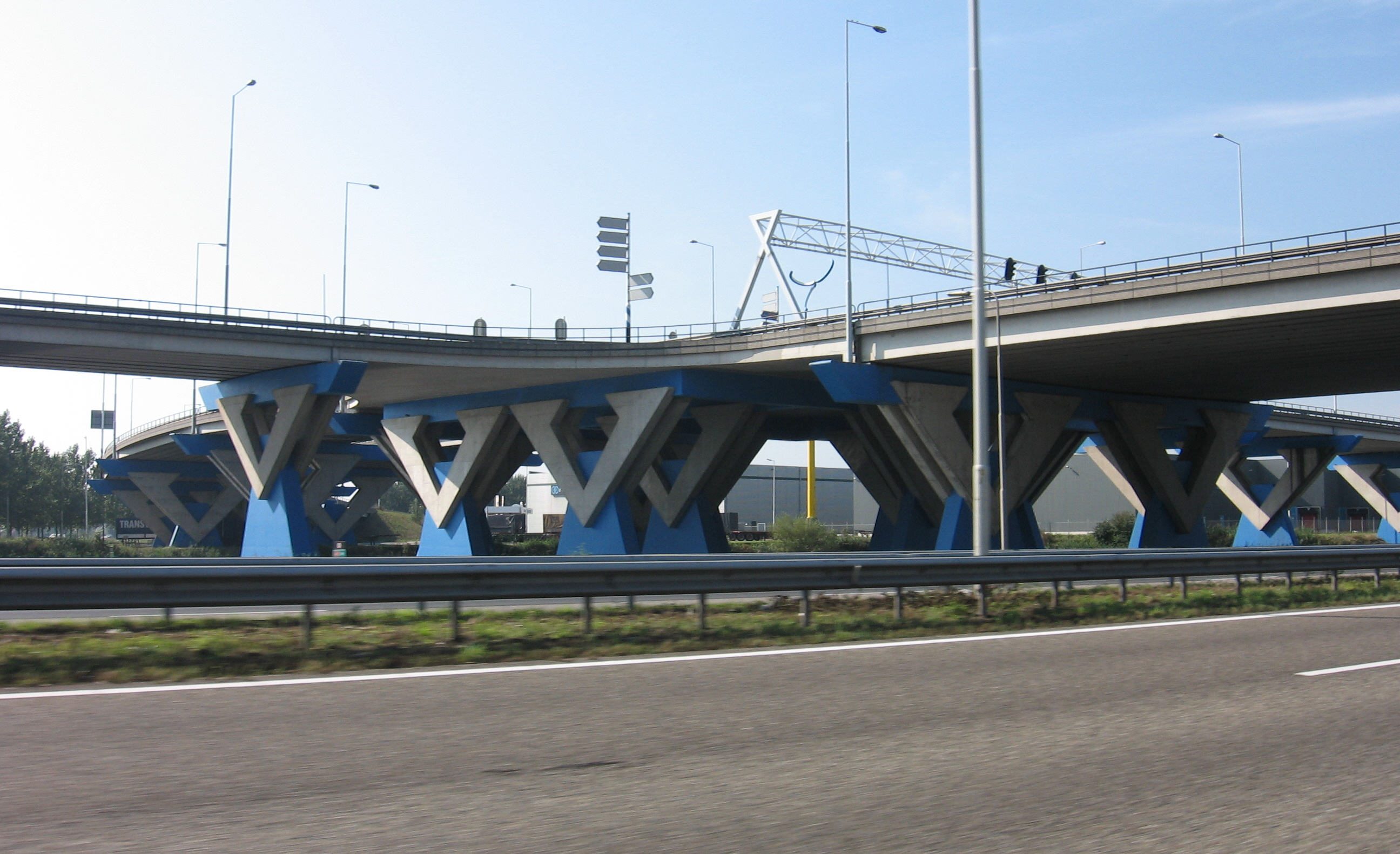
Afslag Pernis (A15): een ongelijkvloerse kruising met een autosnelweg, met op het bovenniveau een driesprong.

Een ongelijkvloerse kruising is een kruising van twee of meerdere vervoersstromen (weg, waterweg, spoorweg) die gescheiden worden door hoogteverschil. Hierbij wordt gebruikgemaakt van kunstwerken (zoals bruggen, viaducten en tunnels) zodat de stroom of het verkeer niet gehinderd wordt. Dit dus in tegenstelling tot een gelijkvloerse kruising.
Bijzondere voorbeelden van een ongelijkvloerse kruising zijn het aquaduct, waarbij een waterweg over een andere weg geleid wordt en het ecoduct waarbij het kunstwerk dient om een faunapassage over een weg te creëren. Vaak liggen er meerdere ongelijkvloerse kruisingen naast elkaar. Bijvoorbeeld: een brug over een kanaal kruist ook de weg die vaak evenwijdig langs het kanaal ligt.

## Concept

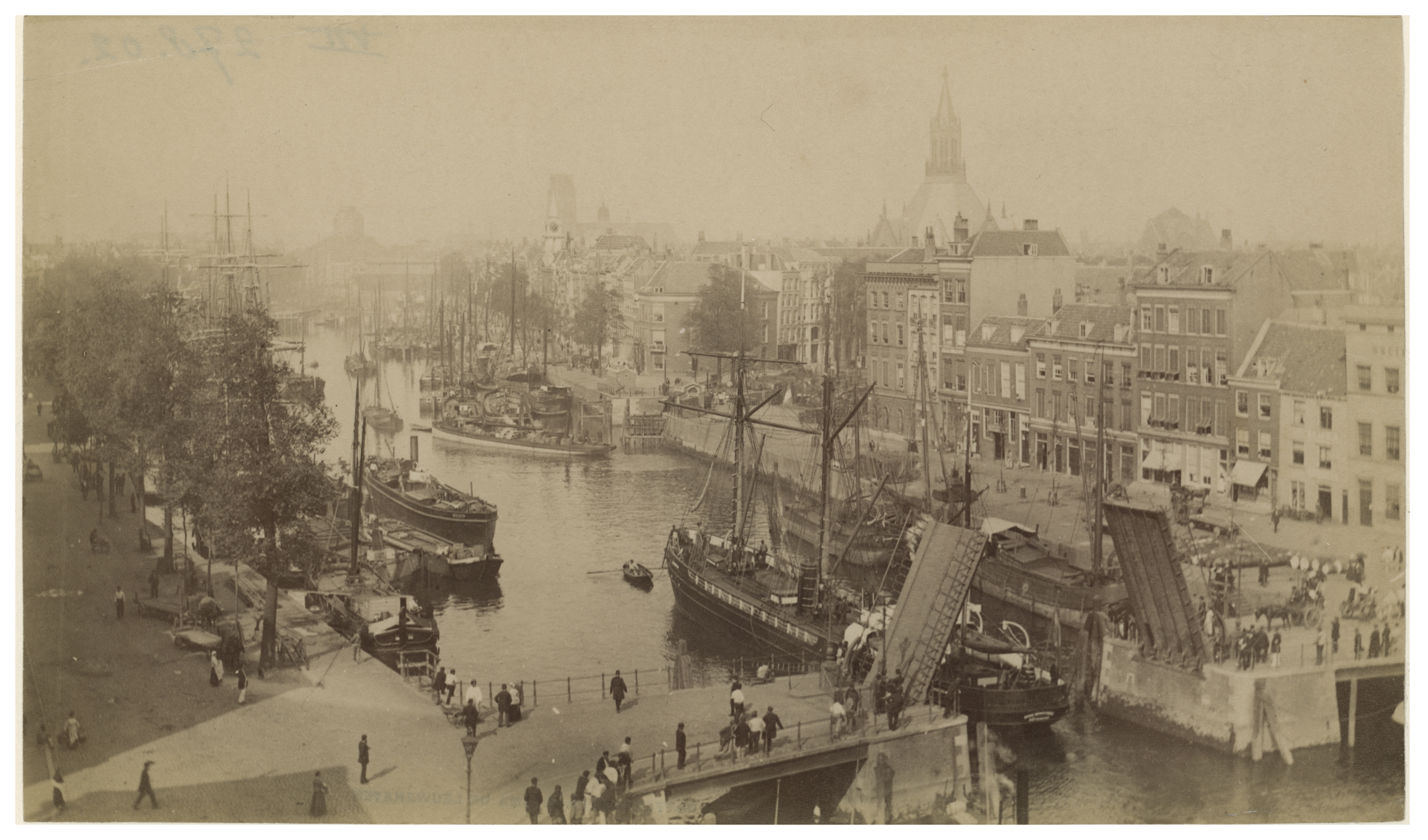
Een geopende brug in Rotterdam rond 1900.

### Hinder tussen stromen
Hierbij moet worden opgemerkt dat een beweegbare brug over een waterweg wel een ongelijkvloerse kruising is, maar desondanks kunnen de verkeersstromen elkaar hinderen. Het wegverkeer moet worden stilgelegd als de brug geopend wordt voor een schip dat te hoog is om onder de brug door te varen. Een zeilschip kan soms onder de brug doorvaren door de mast te strijken - de brug hoeft dan dus niet geopend te worden -  maar het zeilschip ondervindt wél hinder. Een binnenvaartschip dat iets te hoog is, kan onder de brug doorvaren door de snelheid te verhogen waardoor de achterzijde van het schip, met het stuurhuis, lager komt te liggen.
Bij een spoorbrug is de bovenleiding vaak onderbroken, zodat een schip met een hoge mast probleemloos door de geopende brug kan varen. Voor de trein is de brug echter een gering obstakel: de machinist moet de voeding even uitschakelen en de kans bestaat dat de trein op de brug stilvalt.

### Redenen
Redenen voor aanleg van een ongelijkvloerse kruising:
- De aard van de wegen verschilt, zodat er geen andere mogelijkheid is. Dit is het geval bij een kruising met een waterweg. Noodzakelijk is dit echter niet, soms laat men een ondiepe rivier over de weg stromen: een voorde.
- Veiligheid en gemak.

### Hoogteverschil
Als beide verkeersstromen verderop op maaiveldniveau zijn moet de ene omhoog of de andere omlaag. Er is dus een methode van verticale verplaatsing nodig afhankelijk van de verkeerssoort, vaak een helling. Voor voetgangers zijn er soms extra voorzieningen hiervoor, om niet om te hoeven lopen.

### Keuze welk verkeer boven en welk onder
Bij een ongelijkvloerse kruising moet het hoogteverschil steeds zo groot zijn dat er op het onderste niveau voldoende ruimte is. Daarom kan men de voorkeur geven aan een kruising waarbij de laagste voertuigen het onderste niveau gebruiken. Dus liever een fietstunnel onder de snelweg dan een fietsbrug eroverheen. Nadeel daarvan is echter dat de tunnel resulteert in sociale onveiligheid.
Een tunnel onder water of een aquaduct is een gecompliceerd kunstwerk, doordat er maatregelen nodig zijn om het onderste niveau droog te houden. Een brug over het water lijkt eenvoudiger, maar grote schepen kunnen zeer hoog zijn, zodat er een groot hoogteverschil overwonnen moet worden. Een beweegbare brug is natuurlijk mogelijk, maar deze heeft niet het belangrijke voordeel van de ongelijkvloerse kruisingen, namelijk dat de verkeersstromen elkaar niet hinderen.
Bij een ecoduct legt men steeds de wildpassage boven de weg, omdat de meeste dieren door een duistere tunnel worden afgeschrikt.

## Kruisende wegen

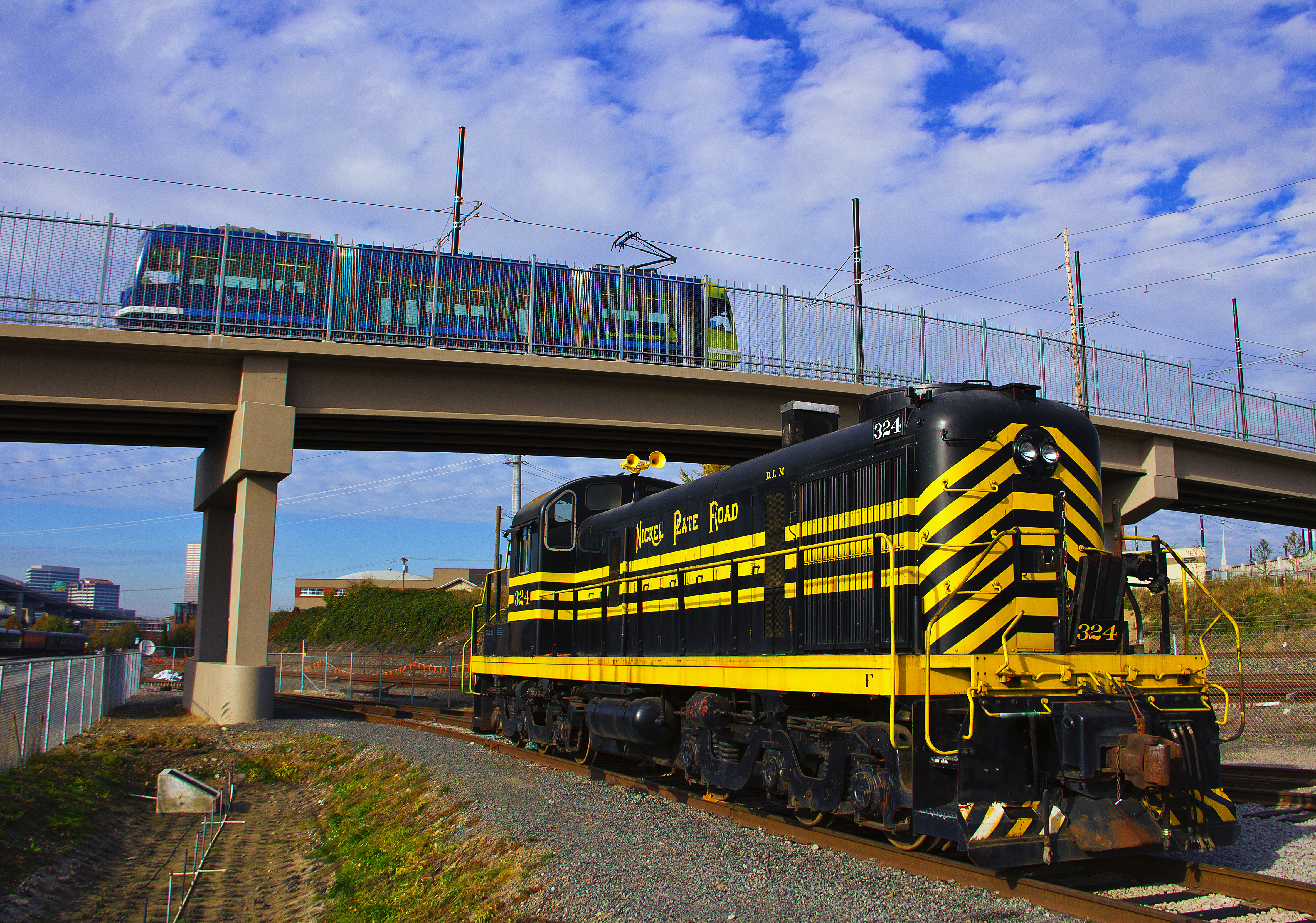
Kruising tussen tram- en treinspoor in Portland.

De eenvoudigste ongelijkvloerse kruising is die waarbij er geen voorzieningen zijn om af te slaan. Dit is steeds het geval bij een ongelijkvloerse kruising van wegen van verschillend vervoer, zoals een kruising van een weg en een spoorweg, en van een weg of spoorweg met een waterweg. 
In veel gevallen zijn er wel voorzieningen om af te slaan, de ongelijkvloerse kruising vormt dan de basis voor een knooppunt, waaronder ook een aansluiting van autosnelwegen. Een ongelijkvloerse kruising van wegen zonder aansluitingen in de buurt komt wel voor als een van beide een snelweg is.
Een ongelijkvloerse kruising van spoorwegen zonder verbindingsbogen in de buurt komt in Nederland weinig voor, er zijn er wel twee bij Hazerswoude-Rijndijk (Groene Harttunnel) en Bleiswijk (spoorviaduct Bleiswijk).

## Voetgangers
Bij een kruising van een weg waar (ook) voetgangers van gebruikmaken en een aantal parallelle wegen waarvan sommige (ook) door voetgangers gebruikt worden zijn er vaak aftakkingen naar die wegen, bijvoorbeeld van een brug over of tunnel onder een spoorweg naar een perron, of van een brug over of tunnel onder een water naar een eiland.
De ruimte is soms krap omdat bijvoorbeeld de breedte van het perron dan wordt verdeeld over de breedte van een trap en de breedte van het doorgaande deel van het perron. Bij een brug of tunnel aan het einde van het perron is de volle breedte van het perron (buiten het omgrenzingsprofiel en een marge) voor de trap beschikbaar.